# Погенешть (Молдова)
Погенешть (рум. Pogănești) — село у Гинчештському районі Молдови. Адміністративний центр однойменної комуни, до складу якої також входить село Маркет.

## Населення
За даними перепису населення 2004 року у селі проживали 1462 особи.
Національний склад населення села:
| Національність       | Кількість осіб | Відсоток   |
| -------------------- | -------------- | ---------- |
| молдавани румуни     | 1409 39        | 96,4% 2,7% |
| росіяни              | 7              | 0,5%       |
| українці             | 5              | 0,3%       |
| болгари              | 1              | 0,1%       |
| інша / без відповіді | 1              | 0,1%       |
| Всього               | 1462           | 100%       |